# Stegny (województwo warmińsko-mazurskie)
Stegny (niem. Stegeen, prus. Stegna) – wieś w Polsce, położona w województwie warmińsko-mazurskim, w powiecie elbląskim, w gminie Pasłęk, przy DW505 i w pobliżu linii kolejowej Elbląg-Braniewo-Królewiec. Wieś jest siedzibą sołectwa Stegny w którego skład wchodzą również miejscowości Dawidy, Siódmak, Wikrowo i zabudowania stacji kolejowej Stegny.
W latach 1975–1998 miejscowość administracyjnie należała do województwa elbląskiego.